# Fałszywa kochanka
Fałszywa kochanka (oryg. fr. La Fausse Maîtresse) – powieść Honoriusza Balzaka wydana w 1842, jako część Scen z życia prywatnego cyklu Komedia ludzka.

## Czas powstania utworu
Fałszywa kochanka wyszła po raz pierwszy w odcinkach w dzienniku Le Siècle pomiędzy 24 a 28 grudnia 1841 roku. W 1842 roku Balzac wydał ją u Furne’a w I tomie Komedii ludzkiej po Zgodzie w małżeństwie, a przed zamykającymi tom Studium kobiety i Albertem Savarus. W czerwcu 1844 roku utwór wyszedł u Dumonta wraz z Pierwszymi krokami. Ostatecznie pisarz zmienił miejsce opowiadania w Komedii ludzkiej przenosząc je pomiędzy Studium kobiety a Córkę Ewy.

## Treść
Polski arystokrata Adam Łagiński poślubia dziedziczkę równie znakomitej rodziny, Klementynę du Rouvre. Cały czas towarzyszy mu stary przyjaciel z wojska, Tadeusz, który, sam pozostając w cieniu, zajmuje się finansami rodziny, ratując ją praktycznie od ruiny (Łagiński jest hazardzistą, zaś Klementyna całkowicie nie zna się na kwestiach finansowych). Tadeusz zakochuje się w pani Łagińskiej, jednak widząc szczęście swojego przyjaciela z nią udaje przed kobietą, że nie tylko nic do niej nie czuje, ale że posiada również inną kochankę, artystkę cyrkową imieniem Malaga. Dla uczynienia tej historii bardziej prawdopodobną ubogi Tadeusz zaczyna zachowywać się tak, jak prawdziwi wielcy panowie uwiedzeni przez kurtyzany: obsypuje rzekomą metresę drogimi prezentami, opłaca jej stroje i mieszkanie. Wreszcie, nie mogąc wytrzymać tej sytuacji i wierząc, że Klementyna będzie w stanie sama prowadzić dom, Tadeusz znika z ich życia, pozorując wyjazd do wojska. W rzeczywistości jednak nadal mieszka w Paryżu, z ukrycia obserwując sytuację rodzinną Łagińskich.

## Osoby występujące w utworze
- hrabia Adam Łagiński – polski arystokrata, bardzo brzydki, o znakomitych manierach. Jest graczem.
- Klementyna du Rouvre (hrabina Łagińska) – bogata dziedziczka dzięki rozporządzeniom swoich wujków i ciotek.
- Tadeusz Pac – polski szlachcic, przyjaciel i z własnej woli intendent hrabiego Łagińskiego. Jest cytowany w Kuzynce Bietce.
- Marguerite Turquet Malaga – tancerka cyrkowa, „fałszywa kochanka” Paca, a pod koniec utworu prawdziwa kochanka hrabiego Adama Łagińskiego. Odgrywa znaczącą rolę w Kuzynce Bietce[2].

## Cechy utworu
Fałszywa kochanka stanowi równoległą analizę postępowania jednostki szlachetnej (Tadeusz) i funkcjonowania wielkiego świata paryskiego (wielu bohaterów i bohaterek drugoplanowych pojawia się w innych utworach Komedii ludzkiej), które to płaszczyzny pozostają ze sobą w stałym kontraście. Konstrukcja postaci Tadeusza ma w zamierzeniach autora udowodnić, że nawet w zdegenerowanym wielkim świecie możliwe są jednostki zachowujące zasady moralne (które jednak nie są w stanie funkcjonować inaczej, jak poza głównym kręgiem salonów), czy wręcz całkowicie bezinteresowne i skłonne do samopoświęceń. Balzak łączy ten wątek z wątkiem autobiograficznym: sam niejednokrotnie udawał, pragnąc zdobyć wymarzoną pozycję towarzyską, że posiada kochankę, co było całkowitą fikcją. Równocześnie opis działań, jakie bohater całkowicie uczciwy (przedstawiany przez krytyków jako całkowita odwrotność Kuzynki Bietki) musi podjąć dla zachowania swoich zasad, wpisuje się w ogólną krytykę przewrotności i amoralizmu wielkiego świata.
Utwór powstawał w pośpiechu. Krytycy proponują odczytywać go jako obronę Balzaka. Rok 1841 był czasem ukrytego kryzysu pomiędzy pisarzem i panią Hańską. Hańska zarzucała Balzakowi liczne i głośne związki z innymi kobietami. Sam temat towarzyszył jednak pisarzowi już od dłuższego czasu. W jego notatkach odnaleziono zapisek: Mężczyzna mający zobowiązania względem innego, zakochany w żonie swego dobroczyńcy, mieszkający z nimi męczący się każdego dnia i usychający ze smutku. Temat ten pojawia się w ósmym opowiadaniu pierwszej dwunastki Opowieści jurnych: Le Frère d’armes wydanym w 1832 roku i ponownie w 1835 roku w Dziewczynie o złotych oczach, gdzie de Marsay wykłada swoją teorię „kobiety-zasłony”: kochanka, którą trzymamy ostentacyjnie, by chronić honor tej którą kochamy. Wskazuje się również na fałszywą przygodę Fabrycego z komediantką Mariettą w Pustelni parmeńskiej oraz na afiliacje z Powinowactwami z wyboru Goethego.